# Marc Jobst
Marc Dieter Jobst (Harare, 20 marzo 1961) è un regista britannico.

## Biografia

### Primi anni
Marc Jobst è nato ad Harare, in Zimbabwe, da padre britannico allevatore di bovini e madre pittrice; la sua famiglia ha fatto ritorno in inghilterra poco dopo la sua nascita e Jobst è dunque cresciuto a Windsor, nel Berkshire. Crescendo ha aiutato il padre a condurre il bestiame ed ha studiato nelle botteghe artigianali della cittadina imparando la falegnameria, la ceramica, la rilegatura e la forgiatura. In seguito ha frequentato l'Università di Newcastle unendosi alla Royal Shakespeare Company.

### Carriera
Dopo la laurea, assieme agli amici Tom Richardson e John Yorke, ha fondato la Three Monkeys Theatre Company, una compagnia teatrale itinerante con cui ha girato il paese a bordo di una vecchia ambulanza riadattata allestendo spettacoli molto fisici ed incentrati su musica, colori e acrobazie, in scuole, teatri e luoghi per persone con difficoltà di apprendimento; fino ad esibirsi al Festival di Edimburgo, per poi stabilirsi in un teatro a Chelsea e venire elogiati dalla critica tanto da venir recensiti dalla rivista Time Out.
Parallelamente Jobst ha fatto da ricercatore per un programma agricolo su ITV Tyne Tees a Newcastle upon Tyne, Farming Outlook, attraversando mari, brughiere, valli e montagne di Inghilterra e Scozia, fino a venire assunto prima dalla BBC, dove dirige il programma Countryfile, e poi da BBC Radio 4, dove ha le sue prime esperienze da produttore, sceneggiatore e regista per documentari ambientati in Cecenia, Cambogia, Albania, Ruanda, Sudafrica, Russia e Iran.
Nel 1999 lasciò la BBC per girare il suo primo cortometraggio, Calling The Wild; successivamente dirige vari episodi di EastEnders, Casualty, The Musketeers, Hannibal, Hemlock Grove, Daredevil, Luke Cage, The Punisher, Runaways, Jupiter's Legacy, Tin Star, The Witcher, Criminal Justice, Black Sails, The Paradise - Al paradiso delle signore e One Piece.

## Filmografia

### Cinema
- Calling the Wild - cortometraggio (2000)
- Summat Else - cortometraggio (2000)
- North Face'' - cortometraggio (2002)

### Televisione
- Countryfile - serie TV, episodio 2x30 (1989)
- Belonging - serie TV, 5 episodi (2002)
- EastEnders - serie TV, 4 episodi (2002)
- Casualty - serie TV, 5 episodi (2003-2006)
- The Man-Eating Wolves of Gysinge - film TV (2005)
- Sorted - serie TV, 2 episodi (2006)
- Lewis - serie TV, episodio 1x01 (2007)
- Waterloo Road - serie TV, episodio 3x01 (2007)
- Lark Rise to Candleford - serie TV, 2 episodi (2008)
- Criminal Justice - serie TV, 2 episodi (2009)
- Sleep with Me - film TV (2009)
- Waking the Dead - serie TV, 2 episodi (2011)
- Case Histories - serie TV, 2 episodi (2011)
- Su e giù per le scale (Upstairs Downstairs) - serie TV, 2 episodi (2012)
- The Paradise - Al paradiso delle signore (The Paradise) - serie TV, 3 episodi (2012)
- Silk - serie TV, 2 episodi (2014)
- The Musketeers - serie TV, 2 episodi (2015)
- Hannibal - serie TV, episodio 3x04 (2015)
- Hemlock Grove - serie TV, episodio 3x04 (2015)
- Luke Cage - serie TV, 2 episodi (2016-2018)
- Daredevil - serie TV, 2 episodi (2016-2018)
- Black Sails - serie TV, episodio 4x04 (2017)
- Tin Star - serie TV, 2 episodi (2017)
- The Punisher - serie TV, episodio 1x09 (2017)
- Runaways - serie TV, episodio 1x10 (2018)
- Berlin Station - serie TV, 2 episodi (2019)
- The Witcher - serie TV, 2 episodi (2019)
- Jupiter's Legacy - serie TV, 2 episodi (2021)
- One Piece - serie TV, 2 episodi (2023)